# كفر مارس
كفر مارس قرية سورية تتبع ناحية كفر تخاريم في منطقة حارم في محافظة إدلب. بلغ عدد سكانها 350 نسمة في عام 2004 حسب إحصاء المكتب المركزي للإحصاء.